# Всупереч всьому
Всупереч всьому — трилер 1984 року.

## Сюжет
Колишнього футболіста найняв власник сумнівного нічного клубу, щоб знайти його колишню подружку, що ховається десь у Мексиці. У павутинні вбивств, інтриг й обманів найвагоміша роль належить матері дівчини — могутній королеві бізнесу та її адвокату.